# Estany de Cubieso
L'estany de Cubieso és un llac d'origen glacial que es troba a 2.351 m d'altitud, a la capçalera de la vall Fosca, al Pallars Jussà, al nord-est del poble de Cabdella, en el terme municipal de la Torre de Cabdella. La seva superfície és de 40 hectàrees i el volum de l'aigua continguda és de 3,73 hectòmetres cúbics.

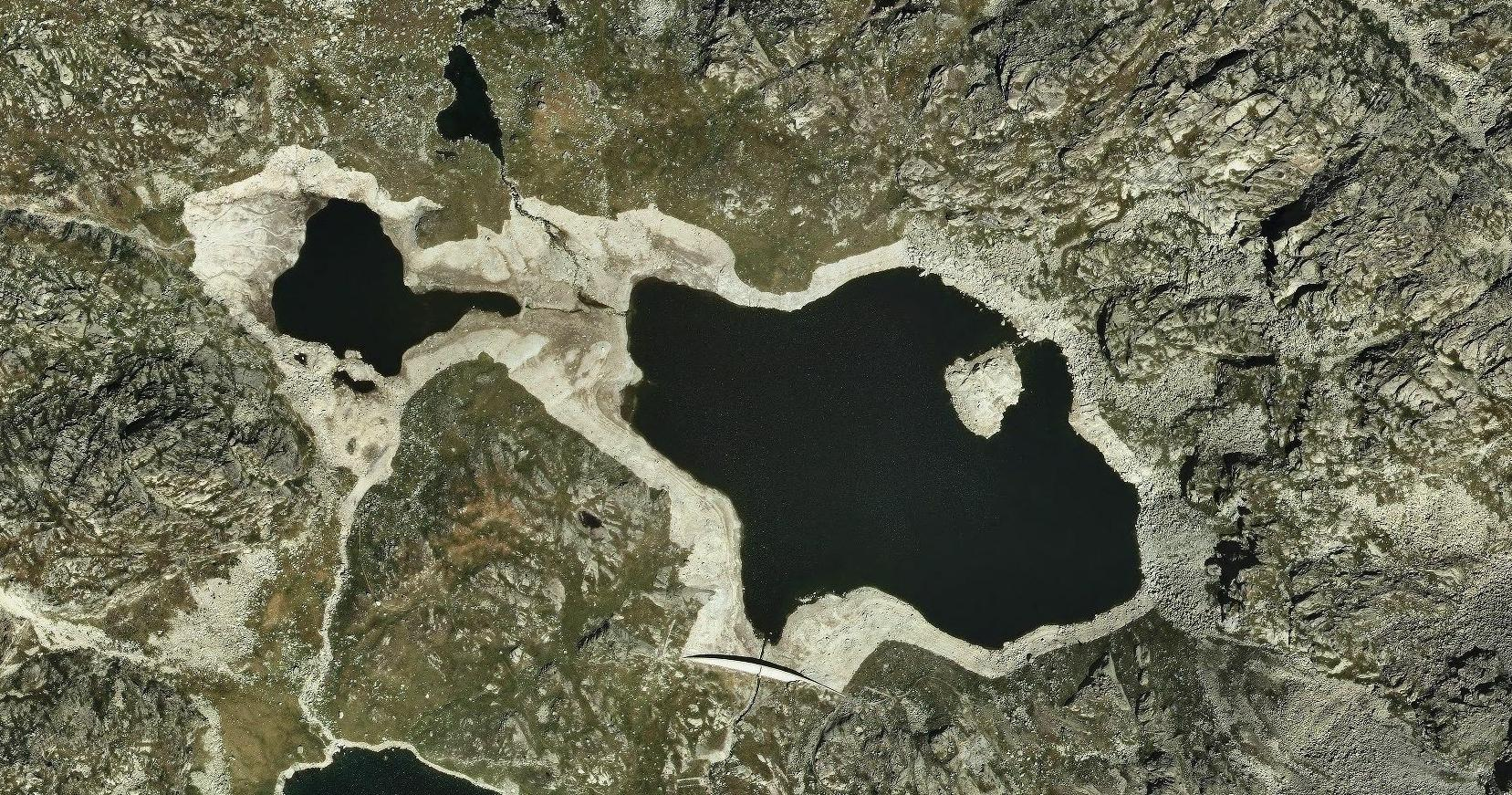
Els estanys Eixerola i Cubieso, individualitzats, quan la massa d'aigua embassada és baixa (Imatge amb anotacions)

La seva conca està formada per tota una sèrie de muntanyes i serralades que són contraforts de la serralada que separa el Pallars Jussà de l'Alta Ribagorça, entre les quals cal destacar la Pala de Dellui a l'oest, les Pales de Cubieso al nord i el Pic de Tort, que ja no és termenal, al sud-est.
Pertany al grup de 26 estanys d'origen glacial de la capçalera del Flamisell, que en les obres de la construcció de la central hidroelèctrica de Capdella van ser interconnectats subterràniament i per superfície entre ells i amb l'Estany Gento com a regulador del sistema. Rep les aigües dels contraforts de la Pala de Dellui i de l'Estany de Castieso. De l'estany de Cubieso, l'aigua va cap a l'Estany Tort.
És un dels estanys que disposa de presa, que n'ha fet augmentar l'extensió, fins al punt d'absorbir l'Estany d'Eixerola, que era al seu costat de ponent.